# Base de référence mondiale pour les ressources en sols

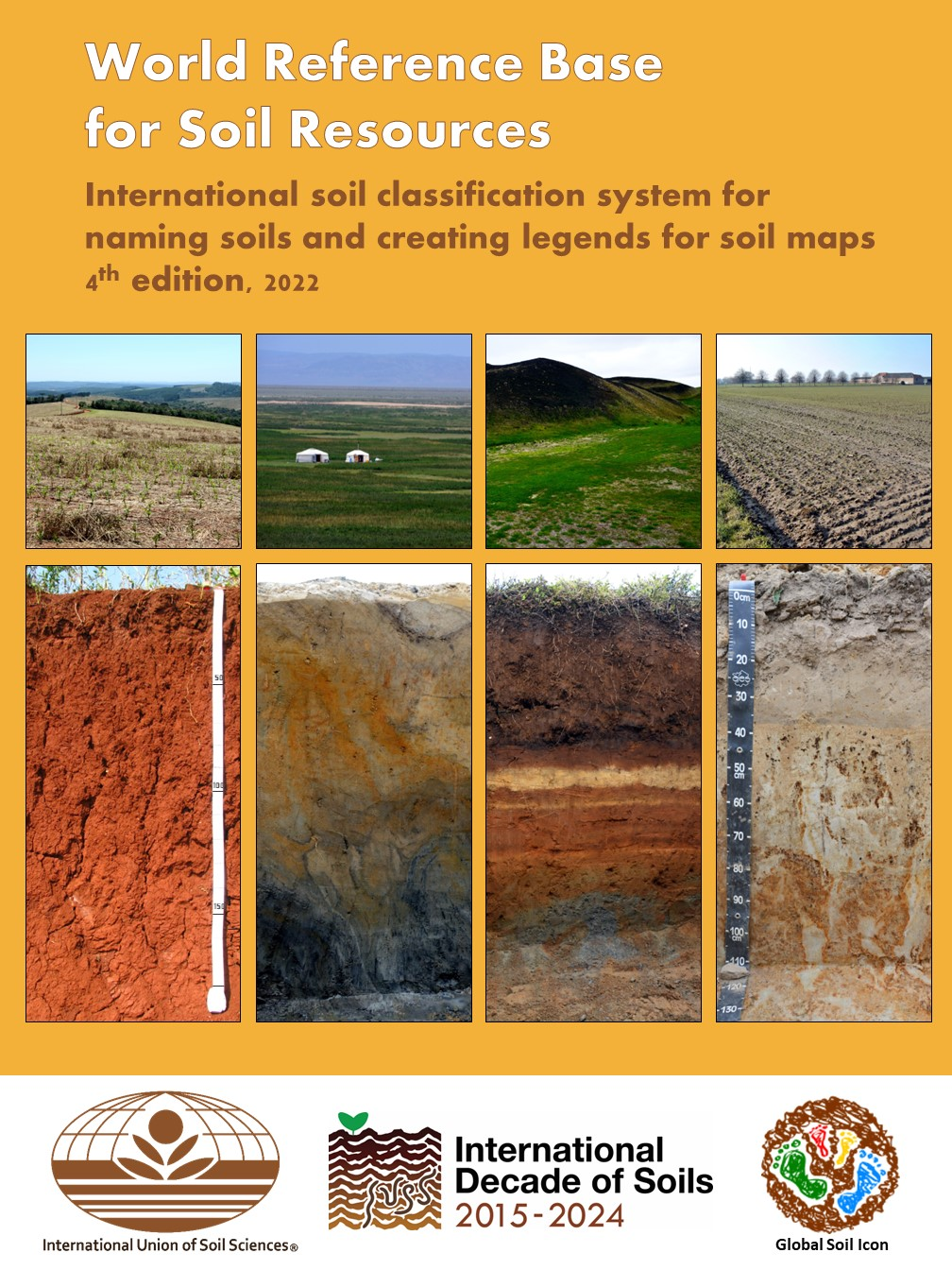
WRB, quatrième édition, 2022

La Base de référence mondiale de ressources en sol, (World Reference Base for Soil Resources, soit WRB) est la norme internationale taxonomique de la classification des sols, système approuvé par l'International Union of Soil Sciences (SIU). Il a été développé par une collaboration internationale coordonnée par l'International Soil Reference and Information Centre (ISRIC) et parrainé par le SIU et de la FAO, par l'intermédiaire de sa Land & Water Development division. Il remplace la précédente classification des sols de la FAO.
Le WRB s'inspire fortement des classifications modernes des sols, y compris la Taxonomie des sols de l'USDA, la Légende de la Carte FAO des sols du monde de 1988, le Référentiel Pédologique et les concepts russes. La classification est basée principalement sur la morphologie de sol comme une expression de la pédogenèse. Une différence majeure avec la Taxonomie des sols de l'USDA est que le climat de sol ne fait pas partie du système, sauf dans la mesure où le climat a influencé les profils de sol caractéristiques. Autant que possible, les critères diagnostiques correspondent à ceux des systèmes existants, de sorte que la corrélation avec les précédents systèmes internationaux est aussi simple que possible.
Le WRB est destinée à la corrélation des systèmes nationaux et locaux. Le niveau de détail correspond aux sous-groupes de l'USDA soil taxonomy, sans l'information de climat des sols. La deuxième édition n'était pas assez détaillée pour la cartographie à une échelle supérieure à 1:200 000, une troisième édition a dès lors été publiée, améliorant le système pour la cartographie des sols. La quatrième édition a été publiée en 2022.

## Clé
Clé d'identification pour les 32 groupes de sols de référence de la WRB 2022 : afin de classer correctement un profil de sol, le détail des procédures expliquées dans le rapport WRB doit être suivie.
1. Sols avec couches organiques épaisses :
  - Histosols (en) (HS)
2. Sols avec forte influence humaine :
  - sous usage agricole long et intensif : anthrosols (AT)
  - contenant des quantités importantes d'artéfacts : technosols (TC)
3. Sols avec limitations au développement racinaire :
  - affectés par du permafrost : cryosols (CR)
  - minces ou avec nombreux éléments grossiers : leptosols (en) (LP)
  - à teneur élevée en Na échangeable : solonetz (SN)
  - conditions humidité-sécheresse alternantes, gonflement-retrait des argiles : vertisols (VR)
  - concentration élevée en sels solubles : solonchaks (SC)
4. Sols dominés par la chimie Fe/Al :
  - affectés par une nappe phréatique, par les marées ou submergés : gleysols (GL)
  - allophanes ou complexes Al-humus : andisols (AN)
  - accumulation en profondeur d'humus et/ou d'oxydes : podzosols (PZ)
  - accumulation et redistribution du Fe : plinthosols (en) (PT)
  - eau stagnante, différence texturale abrupte : planosols (en) (PL)
  - eau stagnante, différence structurale et/ou différence texturale modérée : stagnosols (en) (ST)
  - argiles à faible activité, fixation du P, nombreux oxydes de Fe, structure forte : nitisols (en) (NT)
  - dominance de kaolinite et d'oxydes : ferralsols (FR)
5. Accumulation prononcée de matière organique dans la couche superficielle minérale :
  - couche superficielle très foncée, carbonates secondaires : tchernozioms (CH)
  - couche superficielle foncée, carbonates secondaires : kastanozems (KS)
  - couche superficielle foncée, pas de carbonates secondaires (sauf à grande profondeur), teneur en bases élevée : phaeozems (en) (PH)
  - couche superficielle foncée, faible teneur en bases : umbrisols (en) (UM)
6. Accumulation de sels moyennement solubles ou de substances non salines :
  - accumulation de, et cimentation par la, silice secondaire : durisols (en) (DU)
  - accumulation de gypse secondaire : gypsisols (en) (GY)
  - accumulation de carbonates secondaires : calcisols (CL)
7. Sols à sous-sol enrichi en argile :
  - digitation de matériau grossier, peu coloré, dans une couche plus colorée et de texture plus fine : retisols (en) (RT)
  - argiles à faible activité, faible teneur en bases : acrisols (en) (AC)
  - argiles à faible activité, teneur élevée en bases : lixisols (en) (LX)
  - argiles à forte activité, faible teneur en bases : alisols (en) (AL)
  - argiles à forte activité, teneur élevée en bases : luvisols (LV)
8. Sols à différenciation de profil faible ou nulle :
  - modérément développés : cambisol (CM)
  - à sédiments stratifiés fluviatiles, marins ou lacustres : fluvisols (en) (FL)
  - sableux : arenosols (en) (AR)
  - sans développement de profil significatif : régosols (RG)

## Groupes de sols
Description très simplifiée de chacun des groupes de sols de référence de la WRB 2022.
| Code | Type de sol      | Brève description |
| ---- | ---------------- | --- |
| AC   | Acrisols (en)    | Sol coloré rouge, marron ou jaune , se développe dans les zones d'altération intense, a un riche horizon B d'argile. |
| AL   | Alisols (en)     | |
| AN   | Andisols         | Sol développé à partir de matières volcaniques, sont de jeunes sols immatures, les caractéristiques dépendent du type de matériau volcaniqu.                                                                                    |
| AT   | Anthrosols       | Les sols qui ont été modifiés profondément par les activités humaines, telles que l'addition de matière organique ou minérale, charbon de bois ou déchets ménagers, ou l'irrigation et la culture.                              |
| AR   | Arenosols (en)   | Sol sablonneux sans développement de profil plus qu'un horizon |
| CL   | Calcisols        | Sol avec une accumulation secondaire importante de carbonate de calcium |
| CM   | Cambisols        | Transformation de la matière du sol (Fe particulier) in situ sans bouger dans le profil. Couleur partiellement brunâtre. |
| CH   | Chernozem        | Sol fertile de couleur noire contenant un pourcentage élevé d'humus, des acides phosphoriques, phosphore et d'ammoniac. |
| CR   | Cryosols         | Le sol dans les zones de pergélisol, présente des cryoturbations, habituellement riche en matières organiques. |
| DU   | Durisols (en)    | Sol de certains milieux arides et semi-arides, contient de la silice secondaire cimentée |
| FR   | Ferralsols       | Terre rouge à jaune riche en fer et en aluminium, commune dans les régions tempérées vers les zones tropicales humides |
| FL   | Fluvisols (en)   | Sol développé au-dessus des plaines sédiments, un horizon est généralement directement au-dessus de l'horizon C |
| GL   | Gleysols         | |
| GY   | Gypsisols (en)   | |
| HS   | Histosols (en)   | Le sol constitué principalement de matières organiques, commune dans les zones humides |
| KS   | Kastanozem       | |
| LP   | Leptosols (en)   | Sol peu profond sur socle rocheux, matériau calcaire ou un sol plus profond qui est graveleux ou pierreux, commun dans les montagnes                                                                                            |
| LX   | Lixisols (en)    | |
| LV   | Luvisols         | |
| NT   | Nitisols (en)    | |
| PH   | Phaeozem (en)    | Gazon organique-accumulatif |
| PL   | Planosols (en)   | |
| PT   | Plinthosols (en) | |
| PZ   | Podzols          | Le sol qui présente une podzolisation importante, commune dans les forêts de conifères |
| RG   | Regosols         | |
| RT   | Retisols (en)    | Les sols ayant une illuviation horizontale d'argile (similaire à Luvisols), mais avec une interdigitation de sol de matériau grossier- sol texturée blanchi dans l'horizon d'illuviation formant un motif semblable à un filet. |
| SC   | Solonchaks       | |
| SN   | Solonetz         | |
| ST   | Stagnosols       | |
| TC   | Technosols       | Sols dont les propriétés et pédogenèse sont dominées par leur origine technique. |
| UM   | Umbrisols (en)   | Sol avec une couche arable sombre et dans lequel la matière organique s'est accumulée de manière significative dans la surface minérale du sol.                                                                                 |
| VR   | Vertisols        | Affiche un gonflement significatif et récurrent à l'eau, teneur élevée en argile gonflante. |